# بلا سیمز
بلا سیمز (انگلیسی: Bella Sims؛ زادهٔ ۲۵ مه ۲۰۰۵) شناگر اهل ایالات متحده آمریکا است.
وی در مسابقات کشوری و بین‌المللی در مجموع برندهٔ ۱ مدال نقره شده‌است.